# 手水

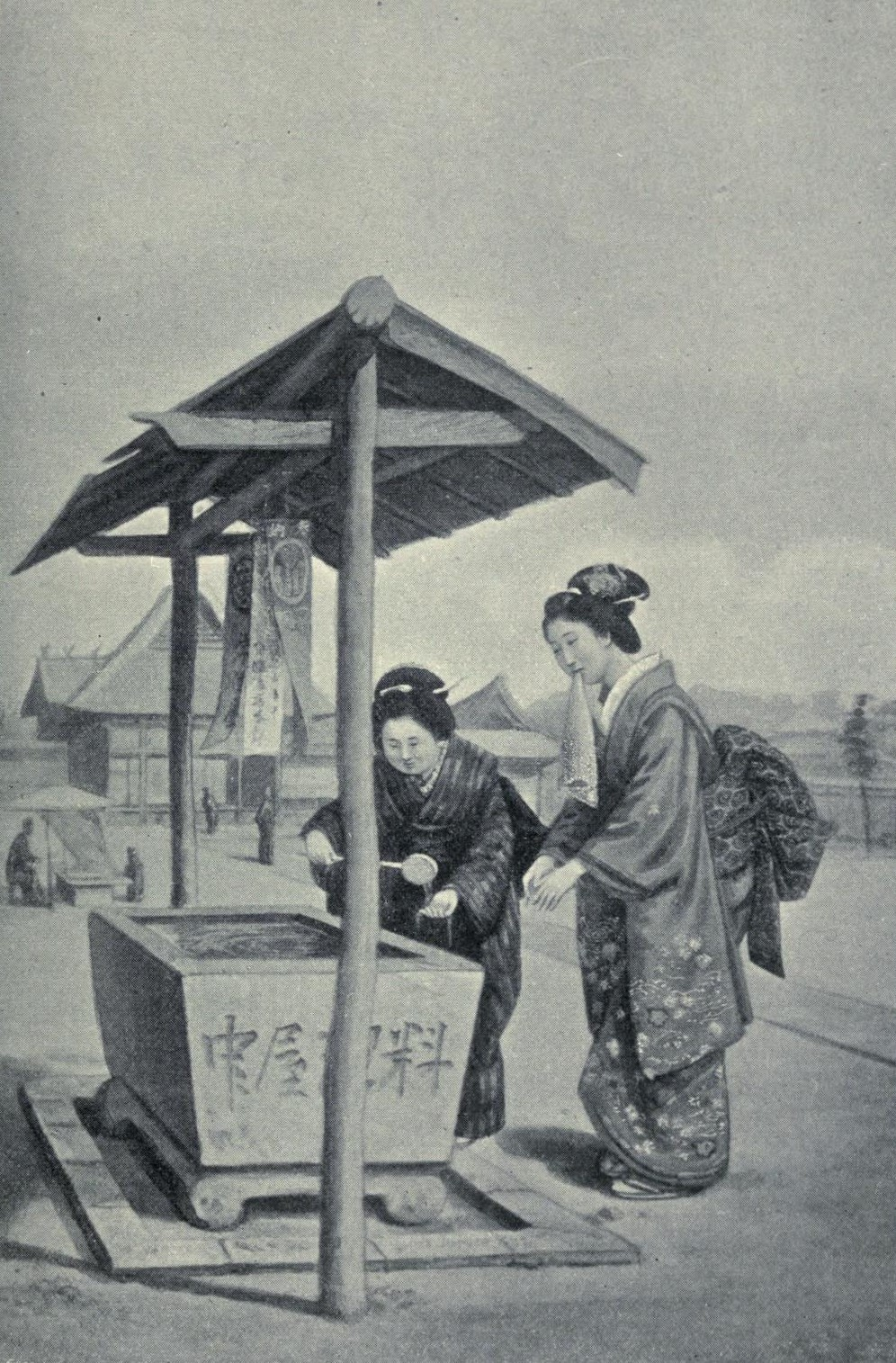
手を清める女たち。明治時代

手水（ちょうず、てみず）とは、神社や寺院において参拝前に手や口を清める水、またはその行為のことである。それを行う施設を手水舎（ちょうずや、ちょうずしゃ、てみずや、てみずしゃ）という。
なお、「ちょうず」の名は「てみず」の転訛で、ウ音便化を含む規則的な変化（テミヅ → テウヅ → チョーズ ）によるものである。

## 作法
一般的には次の通り。

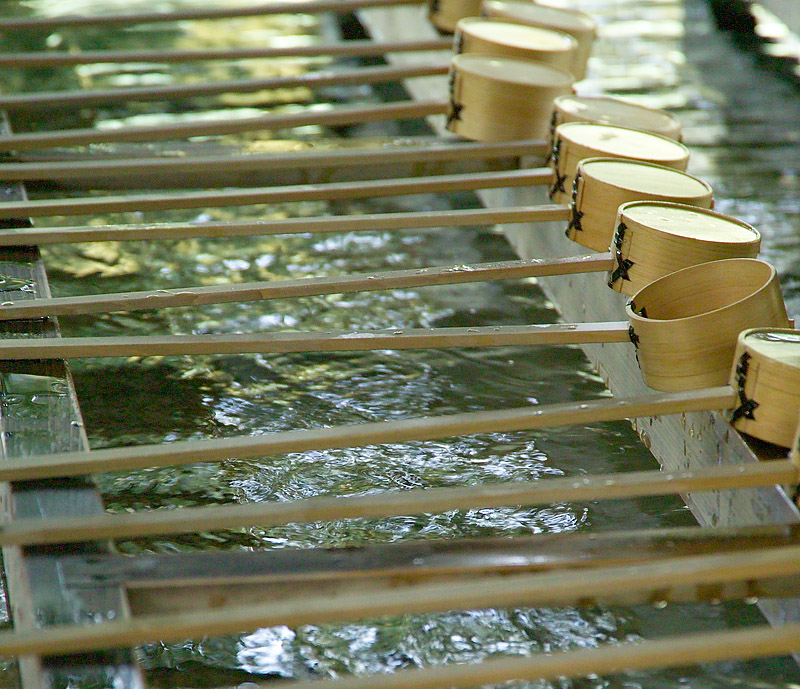
明治神宮（東京都渋谷区）の柄杓

1. 右手で柄杓（ひしゃく）を取り、手水を掬（すく）う。
2. その手水で最初に左手を清める。
3. 次に柄杓を左手に持ち替え、同様の動作で右手を清める。
4. 次に口をゆすぐためもう一度右手に柄杓を持ち替え、左の手のひらに手水を溜めて口に含む（柄杓の椀に直接口をつけない）。
5. 音を立てずに口をゆすいで清め、そっと吐き出す。
6. 先の動作で左手をもう一度清める。
7. 最後に柄杓の柄を片手で持ち、椀部が上になるよう傾け、柄に手水をしたたらせて洗い流す。
8. 柄杓を元の位置に静かに戻す。

## 歴史
手水の起源は、神道に由来し、聖域を訪れる際に周辺に流れる河川の水や湧き水で身を清めていたことにはじまる。その名残は、伊勢神宮の御手洗場などで見られる。時代が変化するにつれ、河川の水質が汚染され、清流や湧き水の確保が困難になったことから、それに代わる施設として手水舎が併設されるようになっていった。

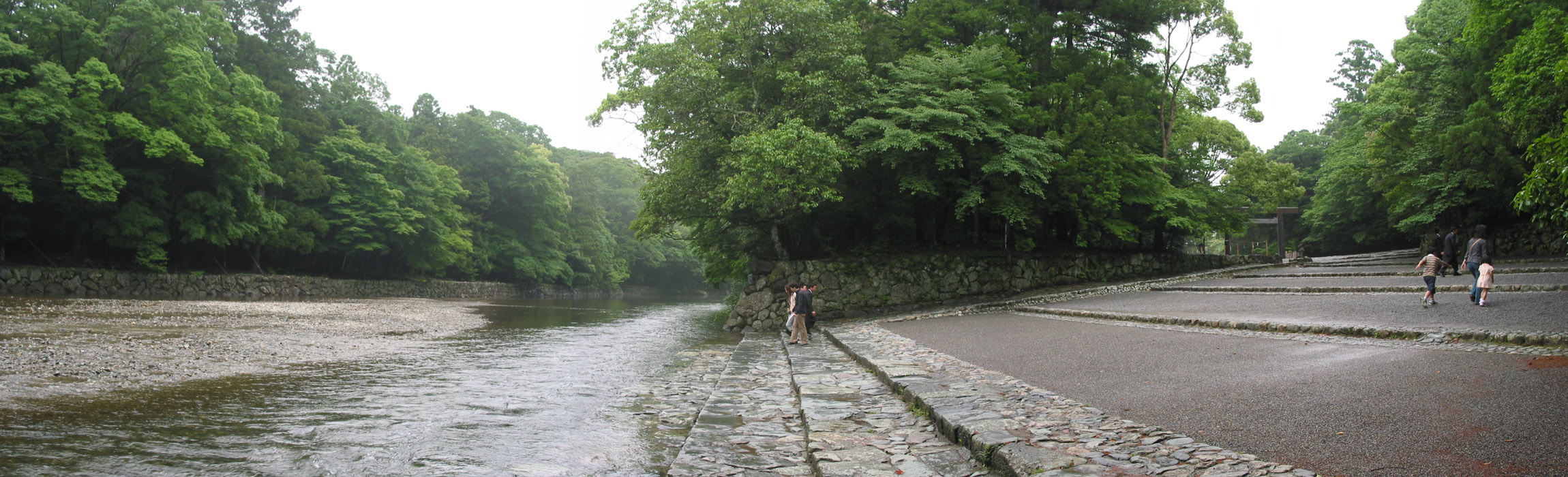
伊勢神宮内宮の御手洗場（五十鈴川）
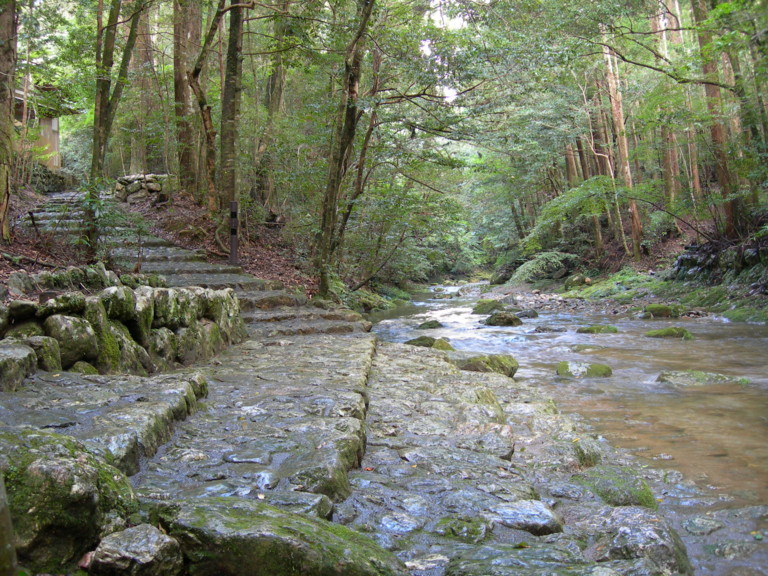
皇大神宮別宮瀧原宮（三重県度会郡）の御手洗場

新型コロナウイルスの感染拡大防止のため手水舎の使用を自粛する動きに伴い、使わなくなった手水舎を花々で飾る「花手水（はなちょうず）」という文化が広がってきた。

## 手水舎
手水舎（ちょうずや・ちょうずしゃ・てみずや・てみずしゃ）は、参拝者が身を浄めるために手水を使う施設のことである。水盤舎（すいばんしゃ）、御水屋（おみずや）とも呼ばれる。神社、寺院の参道脇または社殿脇に置かれ、参詣者が手や口を漱ぎ清める。多くの手水舎は、四方転びの柱が用いられ、四方吹き放しとなっており、その中に水盤が据え付けられている。柄杓が置かれており、それを使用する。柄杓にすくった一杯分の手水を使い、一連の所作を行う。

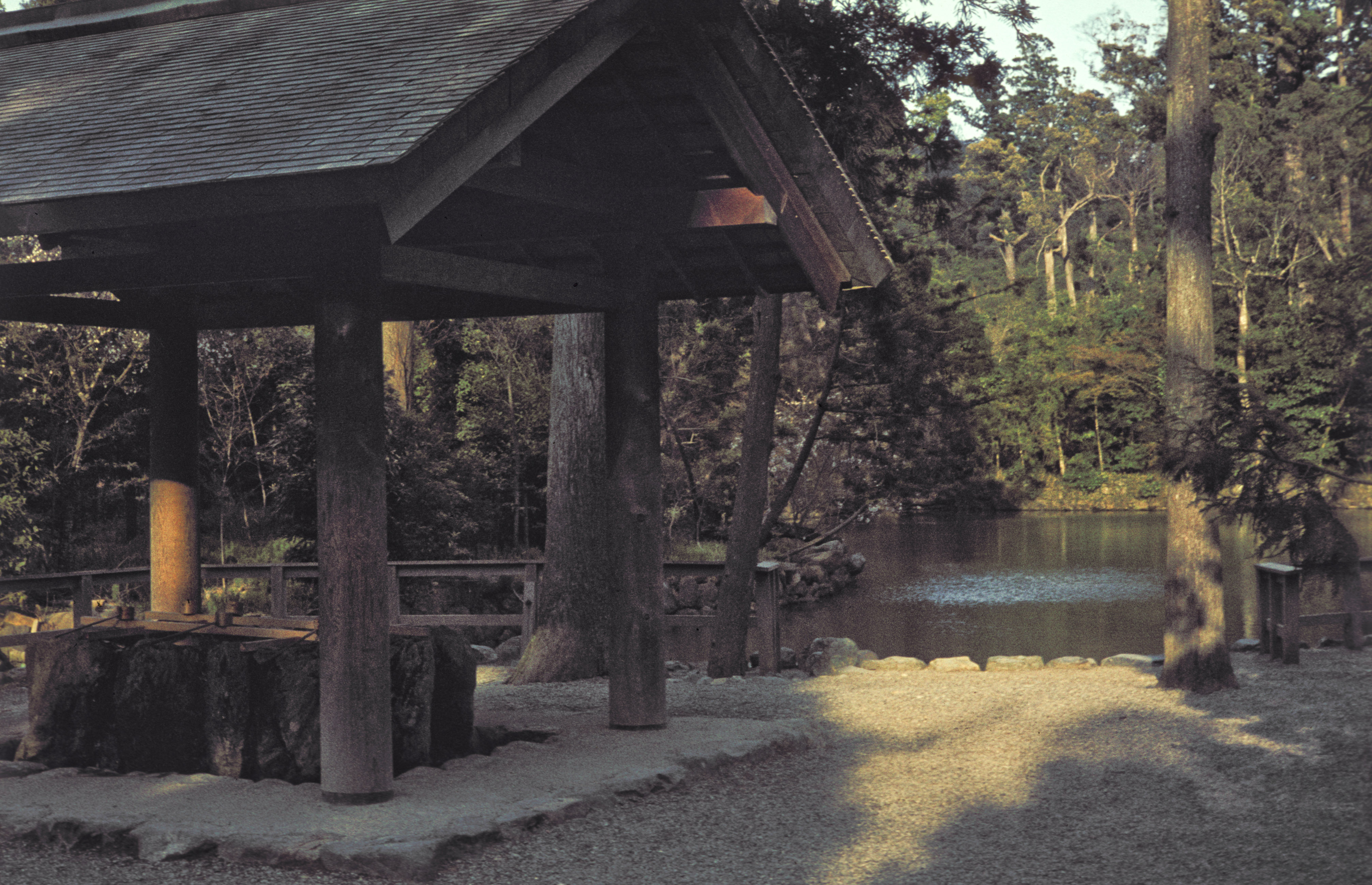
伊勢神宮外宮（三重県伊勢市）
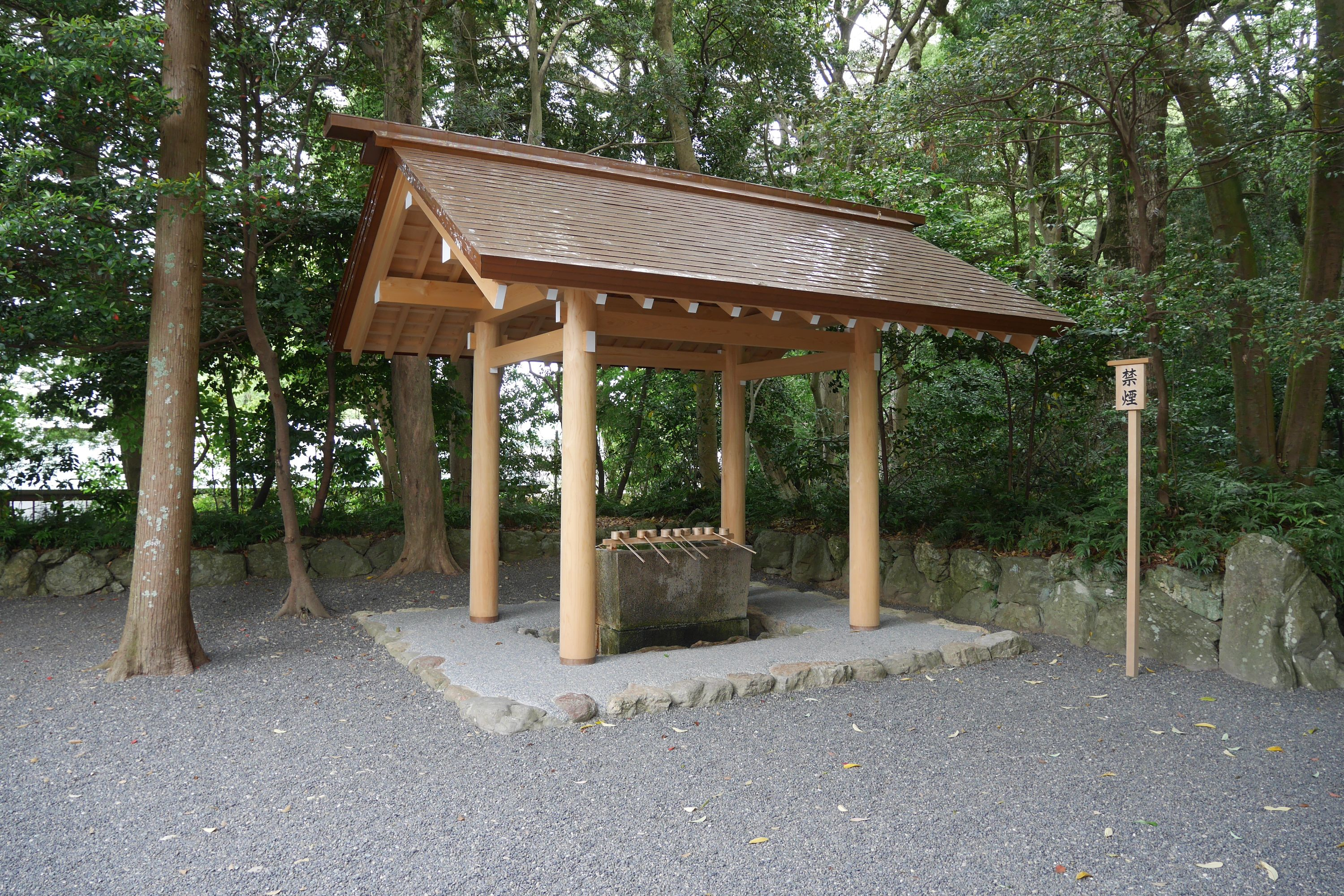
皇大神宮別宮伊雑宮（三重県志摩市）
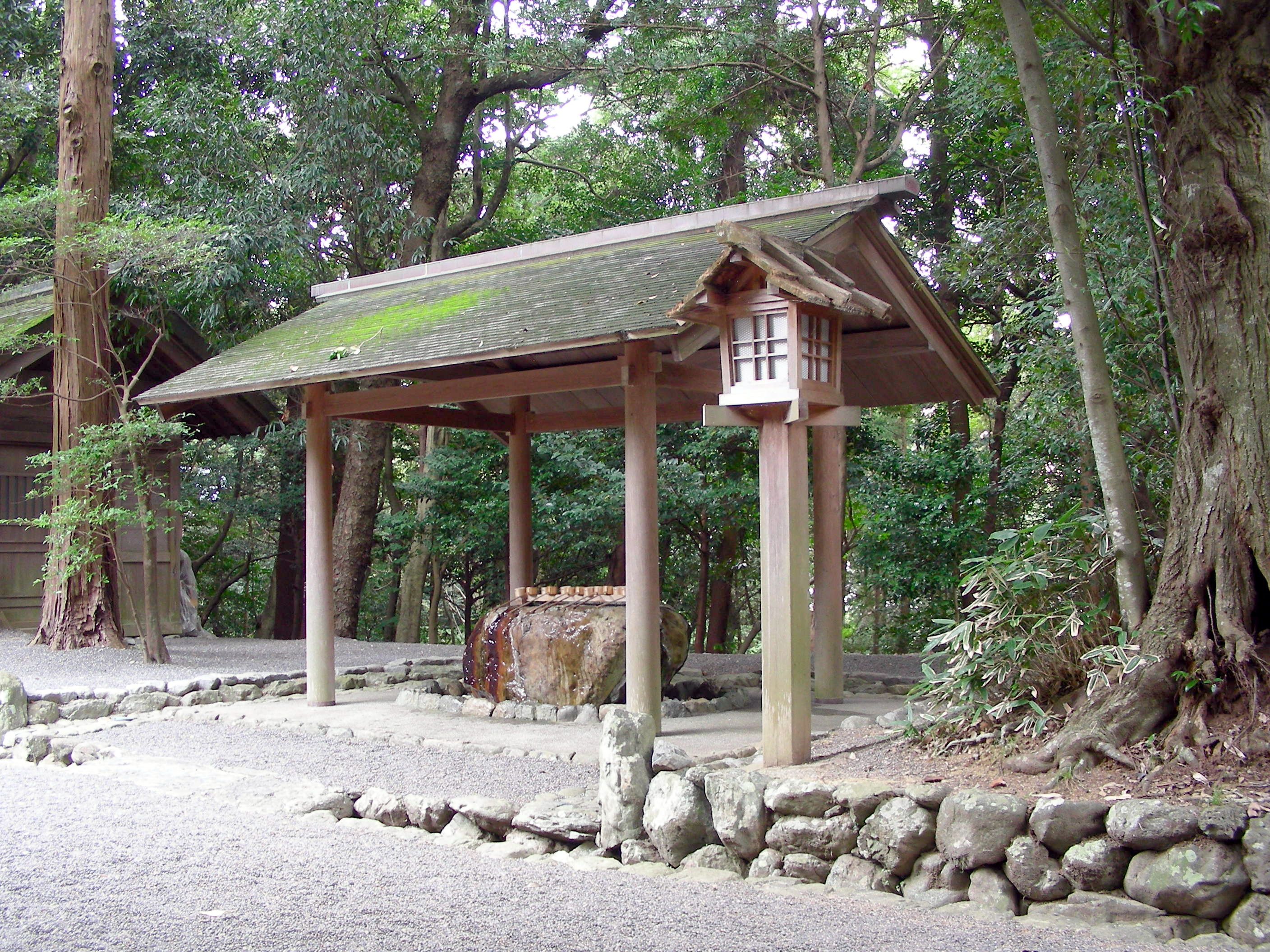
皇大神宮別宮倭姫宮（三重県伊勢市）
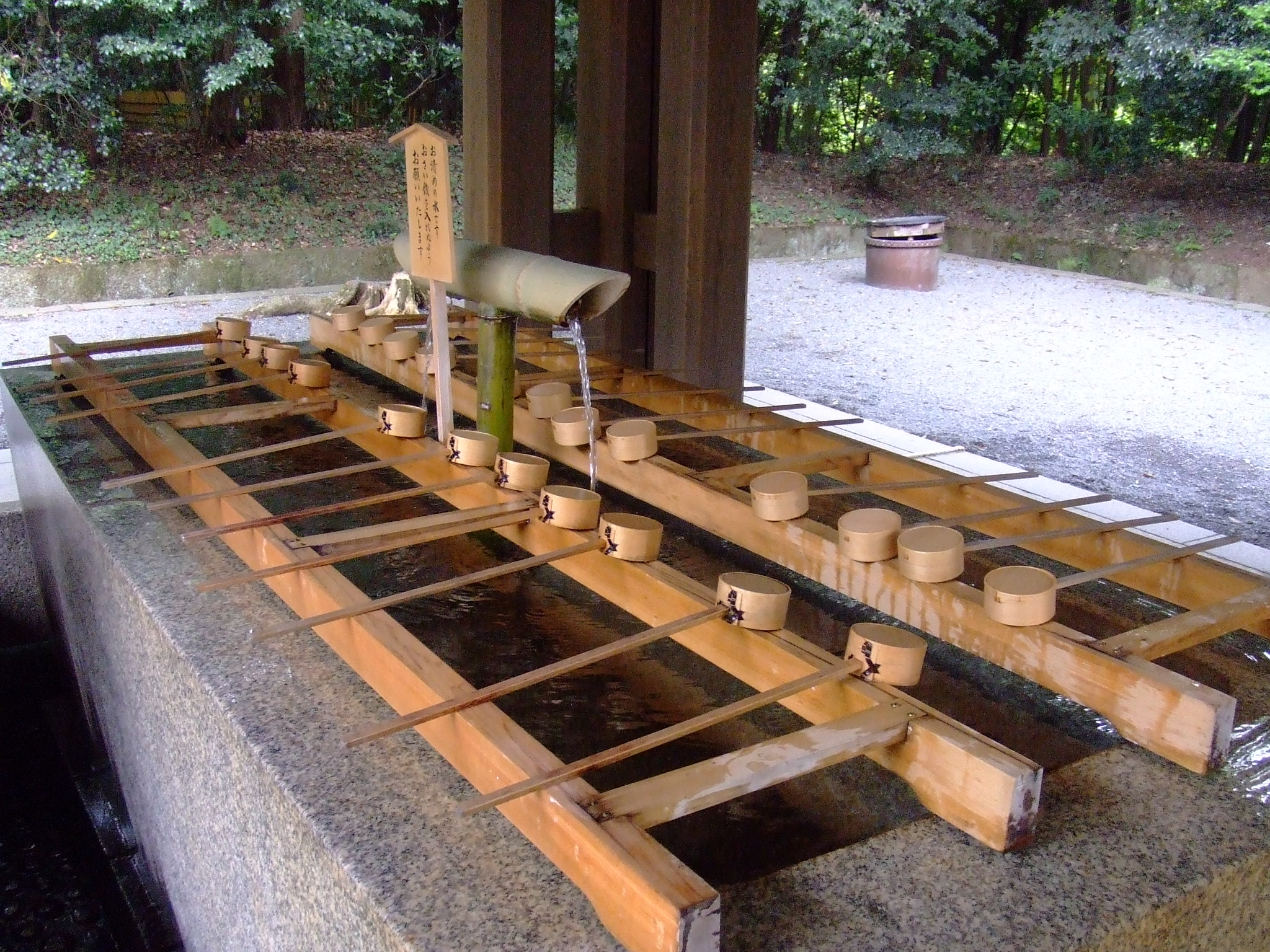
明治神宮（東京都渋谷区）
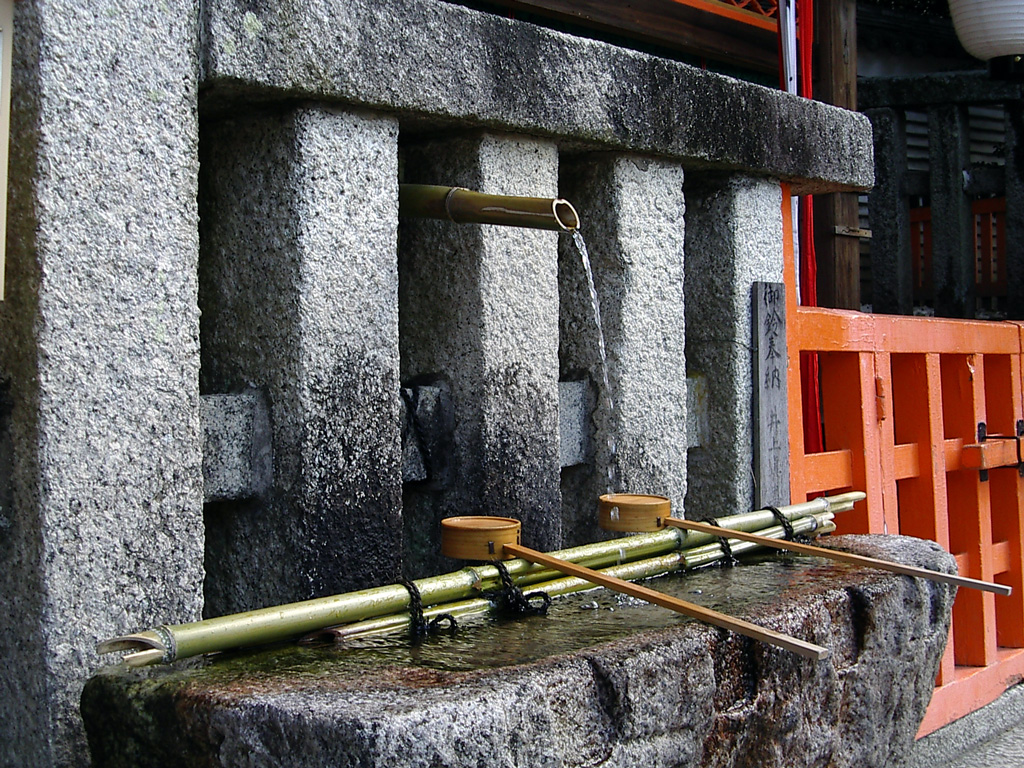
賀茂御祖神社（京都市左京区）
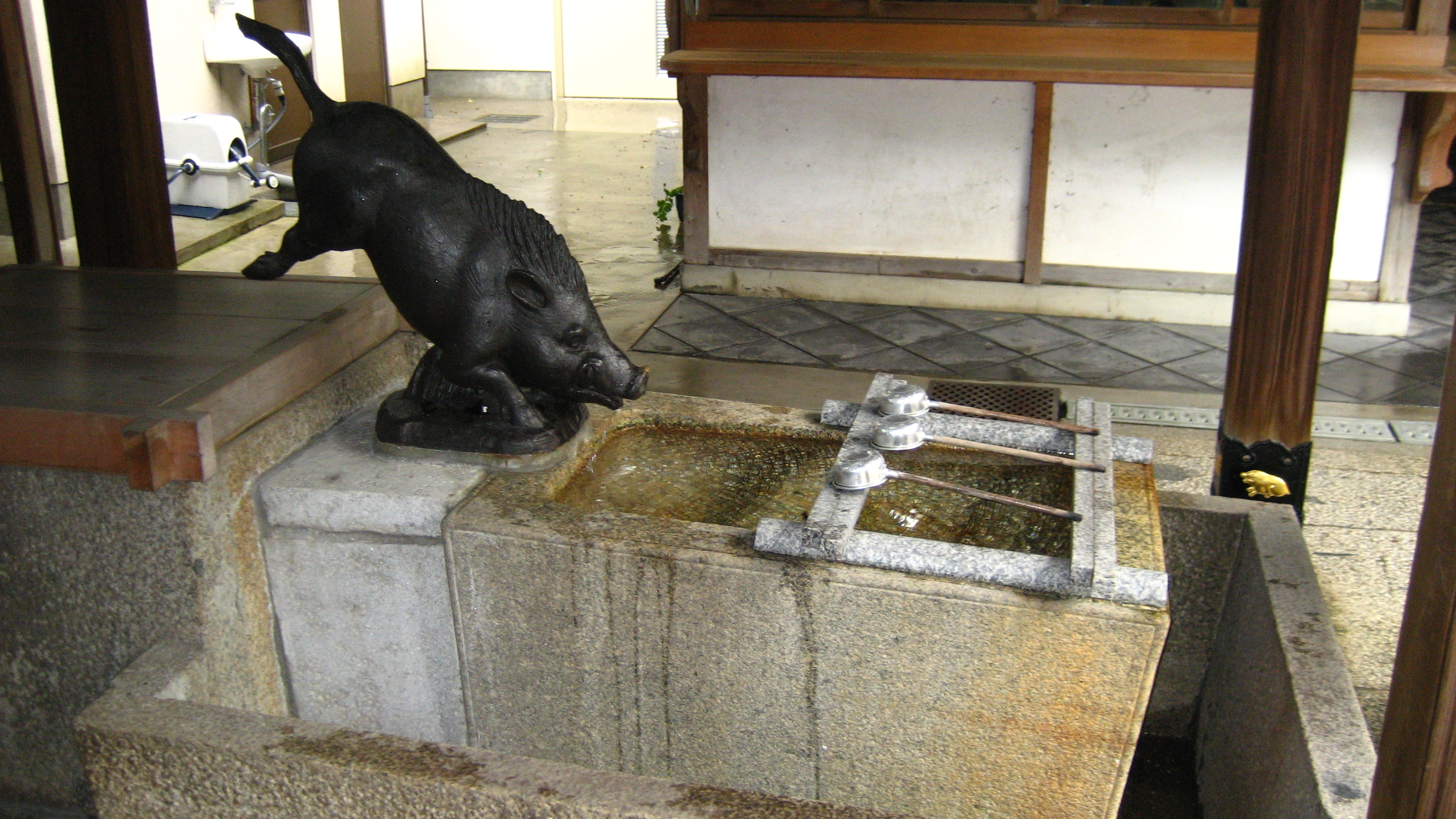
護王神社（京都市上京区）
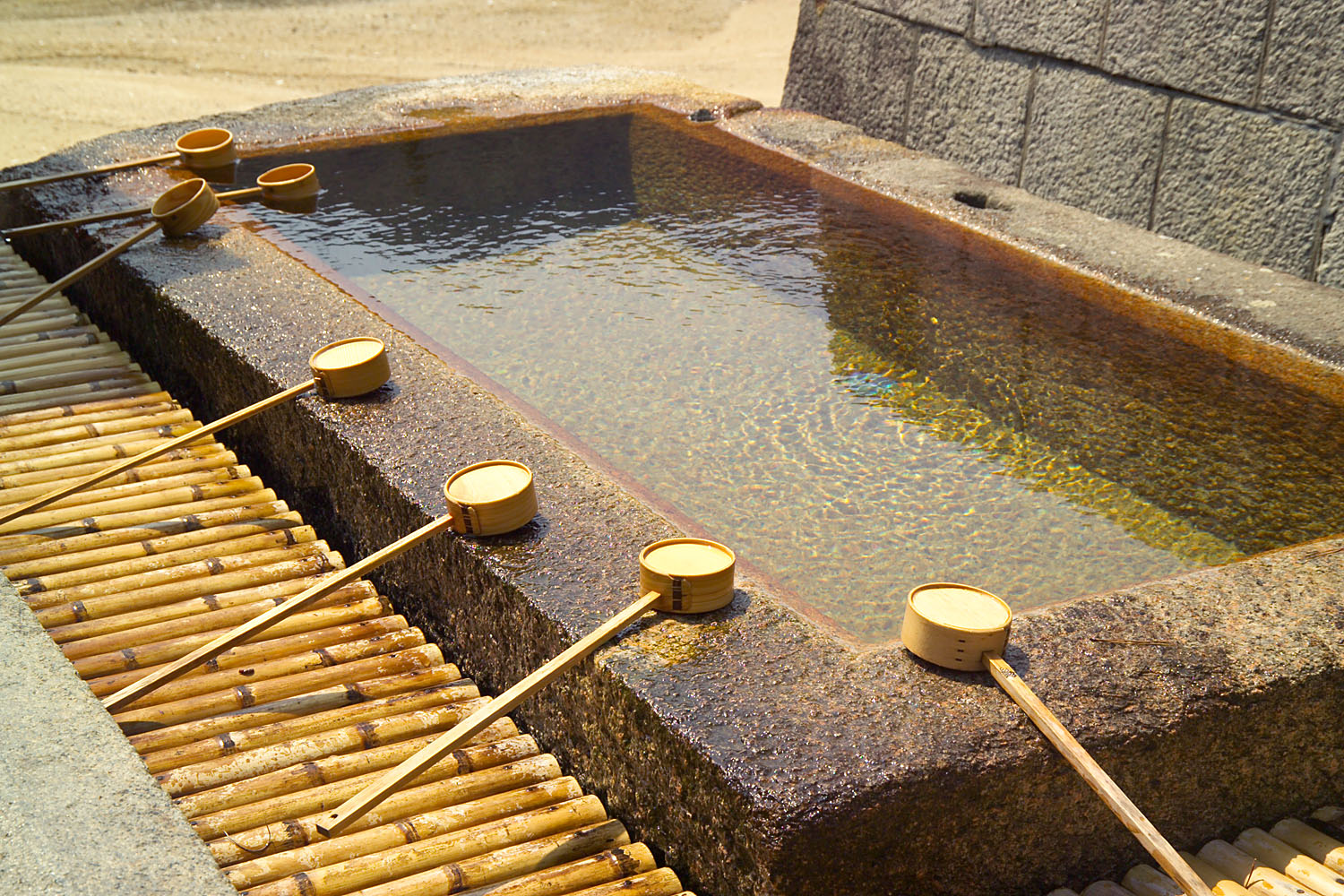
厳島神社（広島県廿日市市）
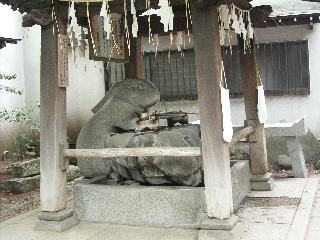
調神社（埼玉県さいたま市）
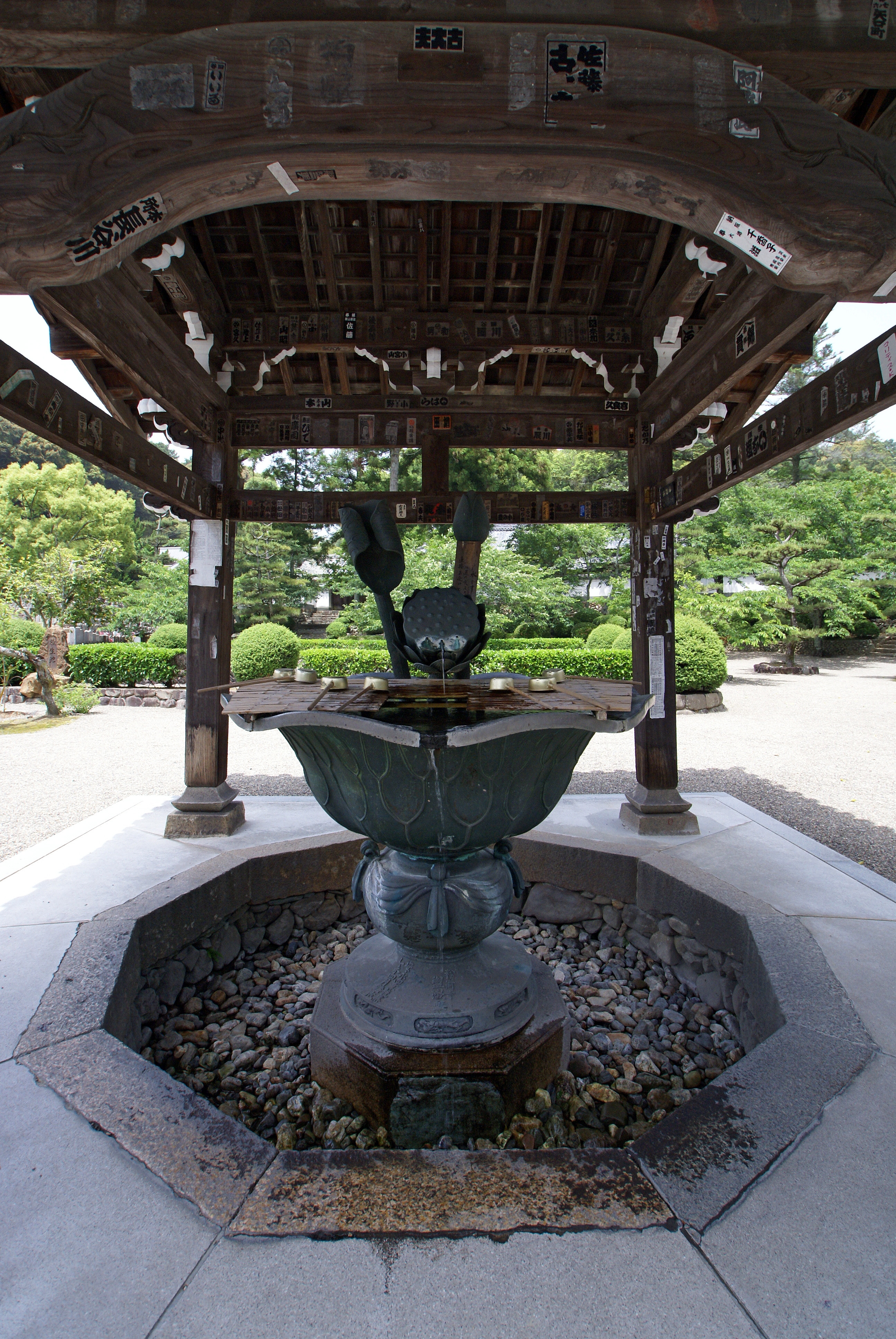
粉河寺（和歌山県紀の川市）

### 花手水

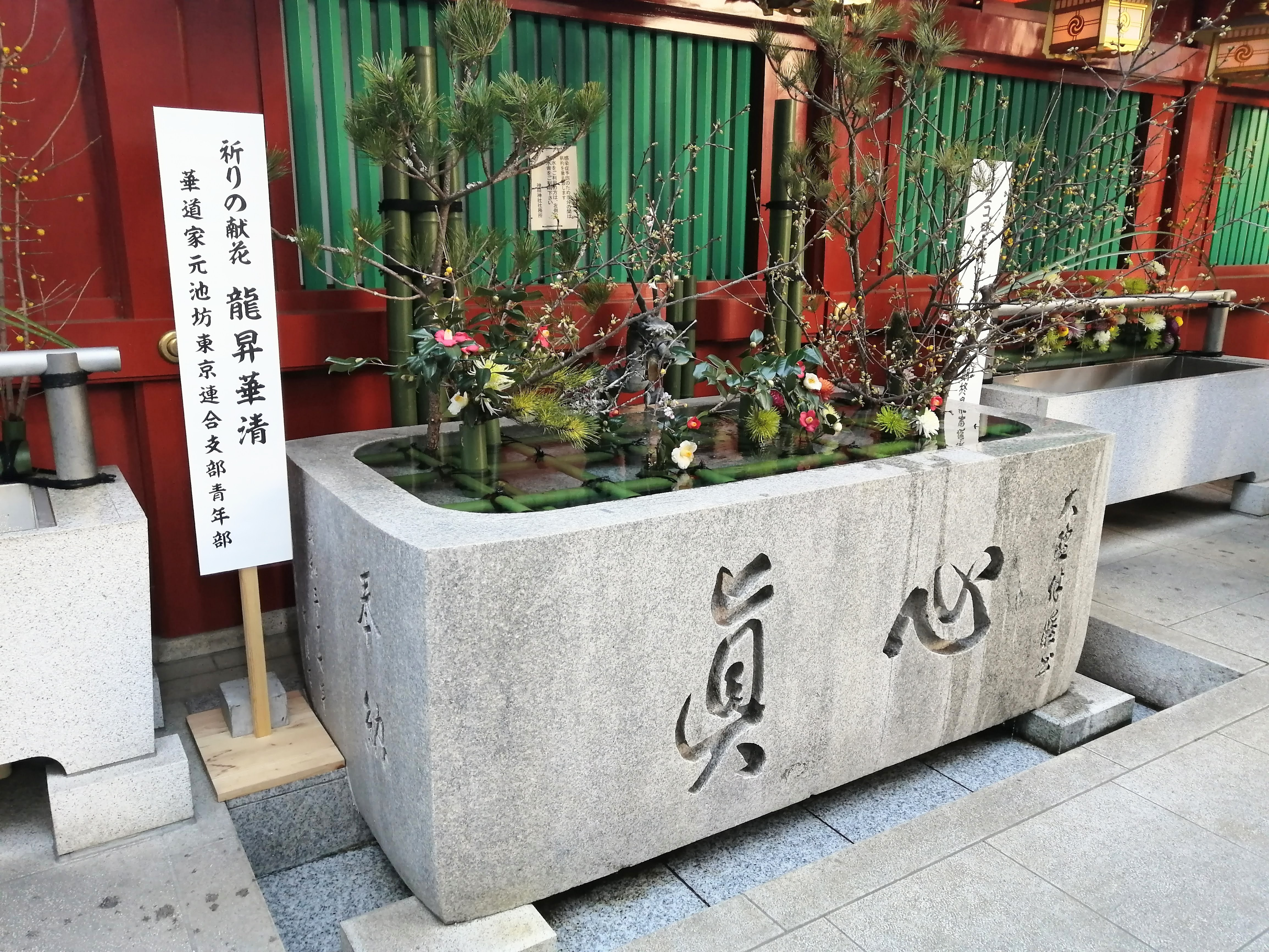
神田明神の花手水

2010年代末から、手水に花を浮かべる「花手水」が広まっている(花手水の原義とは異なる→#水を用いない手水)。境内の花や生花店で売れ残った花などを利用している。花はアジサイのほか、ヒマワリ・バラ・キクなど季節の花が用いられる。
手水に花を浮かべる取り組みは、奈良県の岡寺(2015年～)や愛知県の御裳神社(2008年〜)が先んじて行っていたが、2018年、京都府の楊谷寺の住職の妻が「花手水」と名付けSNSに投稿。同年12月、楊谷寺の花手水の写真がTwitter上で話題になり広く認知されるようになったことから、同寺が花手水の始まりとされることもある。2020年以降、新型コロナウイルス感染症対策として使用を中止している手水舎や手水鉢を利用して、各地の寺社が花手水を実施するようになった。
花手水に着想を得て、寺社以外でも池や水路に花を浮かべるイベントが開催されている。

## 水を用いない手水
神道には水を用いない手水がある。これは野外や冬季などの神事で水がない場合などに行うもので、草木の葉や花や雪等で手をこすって清めをするものである。「花手水」「芝手水」「草手水」「雪手水」などと称する。また、力士は「塵手水」を行う。なお、神道には、「手水用具」がある。すなわち、桶、桶台、水受、柄杓、拭紙などである。

## その他の手水
- 便所の異称。便所#名称を参照。
- 大阪方面では起床後に顔を洗うこと、もしくはその道具のことを「手水」と呼んだ。しかし、他の地方では通用しなかったというネタを扱った上方落語「手水廻し」が知られている。